# Scapholeberis kingi
Scapholeberis kingi is een watervlooiensoort uit de familie van de Daphniidae. De wetenschappelijke naam van de soort is voor het eerst geldig gepubliceerd in 1888 door G. O. Sars.